# Alps Electric

Alps Electric är ett japanskt multinationellt företag som tillverkar elektronikprodukter, och har sitt huvudkontor i Tokyo. Kända är deras bilradiomodeller under namnet Alpine. Alps är noterat på den japanska börsen.